# The Mix
The Mix ist ein im Jahr 1991 erschienenes Remixalbum der deutschen Band Kraftwerk. Es besteht aus einer Auswahl von Liedern, die ursprünglich bereits auf früheren Alben von Kraftwerk erschienen waren und neu arrangiert und aufgenommen wurden. Das Album erschien in einer deutschen und einer englischen Version.

## Entstehungsgeschichte
Ende der 1980er wurde es relativ still um Kraftwerk. Das letzte reguläre Studioalbum Electric Café erschien 1986. Die Digitaltechnik hatte Einzug in die Musikproduktion gehalten und die Eigenbaucomputer von Kraftwerk wirkten nicht mehr zeitgemäß. Die Band begann daher ihr Kling-Klang-Studio auf den neuesten Stand zu bringen und ihre alte Musik zu digitalisieren. Während der Arbeiten an der Remix-CD verließ Karl Bartos die Gruppe, um das Projekt Elektric Music zu gründen. Für ihn kam Fernando Abrantes in die Band.
Das Album wurde in einer englischen und einer deutschen Fassung am 11. Juni 1991 in der Besetzung Hütter – Schneider – Hilpert – Abrantes veröffentlicht. Als Produzenten sind Florian Schneider und Ralf Hütter angegeben. Einen Credit für „Music Data Mix“ hat Fritz Hilpert. Obwohl Karl Bartos an der Programmierung des Albums beteiligt war, wurde sein Mitwirken in den Album-Credits nicht erwähnt.
Das Album war auf den internationalen Dance-Markt zugeschnitten und enthielt Remixe bekannter Kraftwerk-Lieder, wobei die englische Version auch englischsprachige Texte enthielt. Die Gruppe selbst verstand das Album als „Kling Klang Studio Live Album“, da sie das Studio als Instrument ansahen und das Remixen quasi als eine „Live“-Aufführung sahen.

## Titelliste
Es erschienen mehrere Versionen des Albums, unter anderem als Doppel-LP, extra für den DJ-Markt zugeschnitten. Die Titelliste richtet sich daher nach der CD-Version. Die englischsprachigen Titel sind in Klammern angegeben.
1. „Die Roboter“ (The Robots) – 8:56
2. „Computerliebe“ (Computerlove) – 6:35
3. „Taschenrechner“ (Pocket Calculator) – 4:32
4. „Dentaku“ (Dentaku) – 3:27
5. „Autobahn“ (Autobahn) – 9:27
6. „Radioaktivität“ (Radioactivity) – 6:53
7. „Trans Europa Express“ (Trans Europe Express) – 3:20
8. „Abzug“ (Abzug) – 2:18
9. „Metall auf Metall“ (Metal on Metal) – 4:58
10. „Heimcomputer“ (Homecomputer) – 8:02
11. „Musik Non-Stop“ (Music Non Stop) – 6:38

Die Lieder „Trans Europa Express“, „Abzug“ und „Metall auf Metall“ sind zusammenhängend, ohne Pause dazwischen aufgenommen, wie dies auch in dem 1977 erschienenen Album „Trans Europa Express“ der Fall war. Das Lied „Radioaktivität“ wurde unter den Eindrücken der Katastrophe von Tschernobyl 1986 stark geändert.
Eine überarbeitete Version erschien am 30. Oktober 2009 als Einzel-CD und am 6. November in der Box Der Katalog, die acht CDs der Bandgeschichte mit einschloss. Größere Unterschiede zur Originalveröffentlichung lassen sich allerdings nicht feststellen.

## Singles
Als Vorbote des Albums erschien eine Remix-Version von Die Roboter (The Mix Version). Die englischsprachige Veröffentlichung erreichte am 1. Juni 1991 Platz 20 der britischen Singlecharts und blieb insgesamt vier Wochen in den UK Top 40.
Als zweite Single erschien Radioactivity, die sich auf Platz 43 der britischen Charts platzierte.

## Charterfolg
Die englischsprachige Version des Albums erreichte Platz 27 der Schweizer, Platz 12 der österreichischen und Platz 15 der britischen Charts.
Die deutsche Albumversion erreichte in Deutschland Platz 7.

## Sonstiges
- In dem Lied „Trans Europa Express“ fehlt die Gesangsstelle „Wir laufen ein in Düsseldorf City, und treffen Iggy Pop und David Bowie“.